# 程峻
程峻（？—1786年），字丽标，号小峰，安徽六安州人，清朝官員。

## 生平
程峻於乾隆四十七年（1782年）接替劉亨基，於台灣兩度擔任台灣府台灣縣知縣。管轄約今台灣南部之嘉義縣、嘉義市、台南縣、市全境及高雄縣部份區域。該區域面積約為4500平方公里，也是清治時期台灣島之漢人集中地所在。
乾隆四十八年（1783年）轉任台灣府淡水撫民同知，為北台灣父母官。乾隆五十一年（1786年）與林爽文勢力的大將王作，轉戰今苗栗縣後龍鎮、造橋鄉一帶，兵敗，不久王作攻陷竹塹城（今新竹市），程峻在城外的柯仔湖一帶（今新竹縣竹東鎮柯湖里一帶）自殺殉職。